# Entrenador de baloncesto

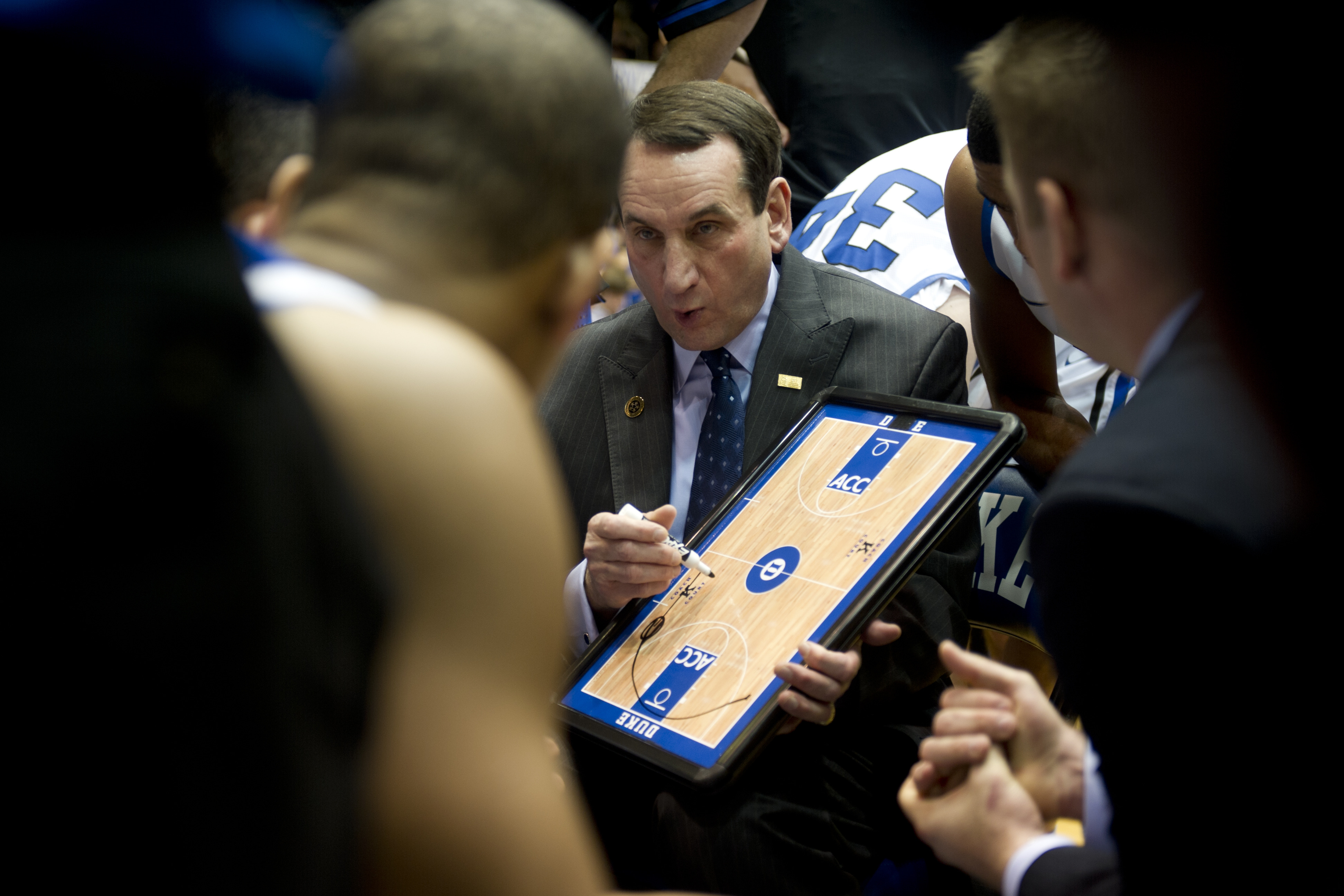
El entrenador de la Universidad Duke, Mike Krzyzewski, habla con su equipo durante un tiempo fuera, 12 de enero de 2012.

El entrenador de baloncesto es el principal técnico que dirige y diseña estrategias para el comportamiento de un equipo de baloncesto o de un jugador de baloncesto individual. El entrenamiento de baloncesto generalmente abarca la mejora de las habilidades ofensivas y defensivas individuales y de equipo, así como el acondicionamiento físico general. Los entrenadores también tienen la responsabilidad de mejorar su equipo mediante el desarrollo de los jugadores, la estrategia y la gestión del juego. Los entrenadores también enseñan e inspiran a su equipo a dar lo mejor de sí.
El entrenamiento generalmente lo realiza una sola persona, a menudo con la ayuda de uno o más asistentes.

## Herramientas
Un pizarrón blanco o una tableta con el contorno de una cancha de baloncesto se usa a menudo en la mitad del juego para describir las jugadas y proporcionar una descripción general de la estrategia del equipo contrario. Los entrenadores elaboran estrategias y exploran a los equipos rivales y encuentran formas de derrotarlos lo más fácilmente posible. Al mismo tiempo, pasan por alto su propio equipo personal para comenzar a los cinco mejores jugadores (solo cinco jugadores pueden estar en la cancha a la vez). Los entrenadores, también, tienen que estar atentos a los sustitutos que deben colocar durante el juego para que puedan estar frescos.
Un diseñador de simulacros se utiliza para esbozar simulacros, jugadas e información. Los entrenadores también utilizan administradores de archivos para almacenar todos los materiales de entrenamiento en un solo lugar y acceder desde cualquier lugar. Los planificadores también se utilizan para diseñar estrategias y planes de juego.
El entrenador de baloncesto de la universidad, John Wooden, pasaba dos horas cada mañana con los asistentes planificando la práctica de un día minuto a minuto en tarjetas de tres por cinco. Mantuvo cada tarjeta año tras año para ajustar y mejorar. Entrenaba a sus jugadores con condicionamientos "mentales y emocionales" haciendo siempre la práctica más intensa que el juego. Los jugadores correrían más rápido de lo que requeriría un juego para estar preparados para dominar el juego.

## Premios a entrenadores
- Premio al entrenador del año de la NBA
- Premio al Entrenador del Año de la Euroliga
- Premio al Entrenador del Año de la ABA (desaparecido)